# Brett Rossi
Brett Rossi, née le 21 mai 1989 à Fontana en Californie, est une actrice pornographique américaine lesbienne.

## Biographie
En 2012, Brett Rossi et Nicole Aniston sont les Trophy Girls du 29e AVN Awards Show.
Elle a été élue Penthouse Pet of the month en février 2012.
Brett Rossi a été fiancée à Charlie Sheen et devait se marier avec lui le 22 novembre 2014. Néanmoins le mariage fût annulé un mois avant par Charlie Sheen,.
Au début de sa carrière, Brett Rossi ne tourna uniquement que des scènes lesbiennes. Puis en 2013 un contrat avec Digital Playground lui fit tourner une scène hétérosexuelle. Néanmoins, à la suite d'un différend avec les producteurs et le contrat, elle quitta le milieu pornographique pendant un an. Durant cette année elle travailla en tant que modèle de piste où son poids descendit à 49,9 kg. Kayden Kross, actrice pornographique et amie de Brett Rossi, lui offrit un nouveau contrat dans le porno et elle accepta ce qui lui permit de revenir en tant qu'actrice pornographique.
Depuis elle fait des scènes lesbiennes et hétérosexuelles pour différentes compagnies telle que Jules Jordan, Vixen, Blacked, Elegant Angel, Evil Angel ou encore Brazzers.

## Distinctions
Nominations
- 2013 AVN Award - Best Girl/Girl Sex Scene - An American Werewolf in London XXX Porn Parody (avec Riley Jensen)
- 2013 AVN Award - Best Girl/Girl Sex Scene - Nice Shoes, Wanna Fuck? (avec Celeste Star)
- 2014 AVN Award - Best Girl/Girl Sex Scene - Girl Squared
- 2018 AVN Award - Best Boy/Girl Sex Scene - Oil Explosion 2 (avec James Deen)
- 2018 AVN Award - Best Girl/Girl Sex Scene - Brett Rossi's Schoolgirl Massacre (avec Megan Rain)

## Filmographie sélective
Le nom du film est suivi du nom de ses partenaires lors des scènes pornographiques.
- 2010 : Glamour solos 1
- 2011 : Dani Daniels' the Yoga Instructor avec Dani Daniels
- 2011 : Celeste Star's the Teen Hunter avec Celeste Star
- 2012 : We Live Together 23 avec Nicole Aniston et Sammie Rhodes
- 2012 : We Live Together 24
- 2012 : Mother-Daughter Exchange Club 22 avec Raylene
- 2012 : Molly's Life 19 avec Molly Cavalli
- 2012 : Me and My Girlfriend 1 avec Samantha Saint
- 2012 : Me and My Girlfriend 3 avec Eufrat
- 2013 : Me and My Girlfriend 5 avec Emily Addison
- 2014 : Women Seeking Women 102 avec Prinzzess
- 2014 : We Live Together 31 avec Alexis Ford et Sammie Rhodes
- 2014 : We Live Together 32 avec Dani Daniels et Emily Addison
- 2014 : Me and My Girlfriend 6
- 2015 : Hot Lesbian Love 6
- 2015 : Sapphic Sensation 4
- 2016 : Brett Rossi Experience
- 2016 : Dani Daniels Is Delicious
- 2017 : Women Seeking Women 138 avec Briana Banks
- 2018 : Women Seeking Women 161 avec A.J. Applegate